# 楊祥太
楊祥太（英語：Stephen Yang Xiang-tai；1923年1月3日—2021年10月13日；聖名：斯德望）是中國籍天主教主教。曾任永年教區主教（1999年-2016年）。

## 生平

### 早年生活
楊祥太出生於1923年1月3日（農曆1922年11月17日），在中華民國河南省武安縣高村一個信徒家庭，自幼領洗。幼年時在本村上經言學校和讀私塾。1933年，他10歲時到武安天主堂上小學。1935年，他12歲時入讀河南衛輝府宗座代牧區小修院。1940年，轉到開封總修院就讀神哲學。

### 鐸職生活
1949年8月27日，楊祥太於26歲時在開封耶穌聖心主教座堂由陽霖總主教晉鐸。晉鐸後，在開封南關堂區擔任助理主任司鐸。1949年10月1日，中國共產黨在中國大陸地區建立中華人民共和國，並開始針對天主教進行宗教迫害及打壓，教會已經無法正常運作。
1950年冬，楊神父經衛輝教區祁濟眾主教准許，回武安秘密傳教。1951年，中國政府在全國各地推動三自愛國運動，強迫神職人員斷絕與教宗共融。1954年春，他在武安被拘捕，但受審後仍可傳教。1966年7月文化大革命開始後被捕，他被強迫住在武安看守所。1970年10月以反革命罪正式逮捕，判刑十五年，且先在曲周縣河南疃勞動改造，後在邯鄲新生磚廠服刑，再後到唐山南堡鹽場勞改。
改革開放後教會逐步恢復運作，及在1980年3月15日獲得平反，無罪釋放。他在邯鄲縣、磁縣、涉縣和武安等地傳教。1988年起，兼任教區修院和聖神安慰會神師，後被陳柏廬主教任命為永年教區副主教。

### 牧職生活
1996年11月30日，楊祥太73歲時在永年縣前曹莊天主堂由永年教區主教陳柏廬主禮，獻縣教區非法助理主教侯經文和景縣教區助理主教陳錫祿襄禮晉牧，出任永年教區助理主教，其後獲得時任教宗若望保祿二世認可。
1998年2月，出任教區修院院長。1999年9月17日陳柏廬主教榮休，楊主教接任成為永年教區公開團正權主教。在同一個教區，韓鼎祥出任地下教會團體正權主教。楊主教不是地下教會團體主教，但他從不輕易屈服於與中國政府控制的中國天主教愛國會。
他分別襄禮晉牧2006年的封新卯為景縣教區助理主教及2010年的武俊維為山西絳州宗座監牧。2011年6月21日，他在公開團體官方祝聖禮前幾天，於肥鄉縣天主堂為孫繼根秘密晉牧，成為永年教區助理主教，以避免由非法主教祝聖。2015年，他公開支持浙江省溫州的永嘉教區神職人員進行反對浙江省拆除十字架的抗議。
2016年，楊祥太主教在93歲時榮休，由孫繼根主教接替出任正權主教。2021年10月13日晚八時，楊祥太主教在魏縣大眾醫院去世，享年99歲。
2021年10月19日上午，在永年前曹莊路德聖母堂舉行楊主教的殯葬彌撒，由永年教區主教孫繼根主禮，景縣教區主教封新卯襄禮。
彌撒後舉行追悼會，由教區秘書長周慶剛神父主持，副主教朱喜樂神父宣讀前來弔唁、發送唁電、敬獻花圈、敬獻花籃的各組織、團體和個人。其後，楊主教靈柩被扶柩發喪至教區公墓。